# Paige Palmer
Paige Palmer, geb. Dorothy Roher (1916? - 21 november 2009) was een Amerikaans fitnessexpert en televisiepresentatrice.
Palmer groeide op in Akron (Ohio) en werd de presentatrice van de eerste dagelijkse fitnessshow op tv in de Verenigde Staten. Deze Paige Palmer Show liep op WEWS-TV in Cleveland (Ohio) van 1948 tot 1973 en zij kreeg de bijnaam "First Lady Of Fitness". Ze ontwierp ook fitnesstoestellen en -kledij voor vrouwen.
Palmer schreef verschillende reisgidsen en was de eerste die de veertiende dalai lama interviewde na zijn vertrek uit Tibet.